# Grébifoulque d'Amérique
Heliornis fulica
Genre
Espèce
Répartition géographique
Statut de conservation UICN

 LC  : Préoccupation mineure
La Grébifoulque d'Amérique (Heliornis fulica) est une espèce d'oiseaux de la famille des Heliornithidae, l'unique représentante du genre Heliornis.

## Description
Cet oiseau mesure environ 28 cm de longueur. Le cou et la tête sont dotés de rayures noires et blanches. 

## Répartition
Son aire néotropique s'étend du nord-est du Mexique au sud-est du Brésil.

## Alimentation
Cet oiseau se nourrit surtout d'insectes aquatiques.